# Bundesstraße 212
De Bundesstraße 212 (ook wel B212) is een bundesstraße in de Duitse deelstaten Nedersaksen en Bremen.
De B212 begint bij Bremerhaven, loopt verder via de stad Nordenham, om te eindigen in Ganderkesee. De B212 is ongeveer 65 kilometer lang.

## Routebeschrijving
De B212 begint bij de afrit Bremerhaven-Mitte aan de A27. De weg loopt door de stad Bremerhaven waar men zowel de B6, tweemaal de rivier de Geeste en met de veerdienst Bremerhaven-Nordenham de Wezer oversteekt. De B212 passeert het stadje Nordenham met een rondweg en komt bij de afrit Stadland en begint een korte samenloop B437 tot de afrit Roderkirchen waar de B437 westwaarts afbuigt. De B212 loopt verder zuidwaarts en komt door Brake. Hier sluit de B211 aan. De weg loopt verder door Berne waar men de B74 kruist, De B212 sluit uiteindelijk bij afrit Ganderkesee-West aan op de A28.

## Trivia
De B212 loopt bijna de volledige route parallel aan de rivier de Wezer.
B1 · B3 · B3n · B4 · B5 · B6 · B6n · B27 · B51 · B61 · B64 · B65 · B68 · B69 · B70 · B71 · B72 · B73 · B74 · B74n · B75 · B79 · B80 · B82 · B83 · B188 · B190n · B191 · B195 · B207 · B209 · B210 · B211 · B212 · B213 · B214 · B215 · B216 · B217 · B218 · B238 · B239 · B240 · B241 · B242 · B243 · B243a · B244 · B245a · B247 · B248 · B322 · B401 · B402 · B403 · B404 · B408 · B431 · B433 · B434 · B435 · B436 · B437 · B438 · B439 · B440 · B441 · B442 · B443 · B444 · B445 · B446 · B447 · B461 · B475 · B482 · B490 · B493 · B494 · B495 · B496 · B497 · B524 · B530